# Alchemilla mastodonta
Alchemilla mastodonta é uma espécie de rosácea do gênero Alchemilla, pertencente à família Rosaceae.